# Chris Massie
Pour les articles homonymes, voir Massie.
Christophe Massie est un joueur américain de basket-ball, né le 10 septembre 1977 à Houston (Texas). Il joue au poste de pivot.

## Biographie
Au cours de l'été 2010, il rejoint le Limoges CSP, club dont il est nommé capitaine et avec lequel il ira deux fois en finale de la Coupe de France. Lors de la saison 2010-2011, il est sélectionné au All-Star Game français. En août 2012, il quitte le Limoges CSP malgré la volonté des supporters de Beaublanc. Le 12 octobre 2012, il signe en faveur de la JSF Nanterre en remplacement de Rashaun Freeman.

### Clubs successifs
- 2003 - 2005 :  Air Avellino (LegA)
- 2005 - 2006 :  Fabriano Basket (LegA2)
- 2006 - 2007 :  Palma Aqua Màgica (LEB)
- 2007 - 2008 : 
  -  CB Gran Canaria (Liga ACB)
  -  Eldan Askelon Ligat Winner
- 2008 - 2009 :  AS Tríkala 2000 (ESAKE)
- 2009 - 2010 : 
  -  Olympia Larissa BC (ESAKE)
  -  KK Igokea (D1)
- 2010 - 2012 :  Limoges CSP (Pro A puis Pro B)
- 2012 - 2013 : 
  -  JSF Nanterre (Pro A)
  -  Panteras de Miranda (LEB)
- 2013 :  Atleticos de San German BSN

## Palmarès
- 2010-2011 : Finaliste de la Coupe de France avec le Limoges CSP
- 2011-2012 : Finaliste de la Coupe de France avec le Limoges CSP
- 2011-2012 : Champion de France Pro B avec le Limoges CSP

## Nominations
- Sélectionné au All-Star Game LNB 2010 en tant qu'étranger
- MVP étranger Pro B de la saison 2011-2012
- MVP de la finale Pro B de la saison 2011-2012